# GamesMaster
GamesMaster – brytyjski magazyn o grach komputerowych. Był wydawany od stycznia 1993 przez Future Publishing. Ostatni numer czasopisma ukazał się w listopadzie 2018.